# Valeriana aspleniifolia
Valeriana aspleniifolia är en kaprifolväxtart som beskrevs av Ellsworth Paine Killip. Valeriana aspleniifolia ingår i släktet vänderötter, och familjen kaprifolväxter. Inga underarter finns listade i Catalogue of Life.